# Marcgravia rubra
Marcgravia rubra är en tvåhjärtbladig växtart som beskrevs av Brother Alain. Marcgravia rubra ingår i släktet Marcgravia och familjen Marcgraviaceae. Inga underarter finns listade i Catalogue of Life.